# 우 (하나라)
사문명(姒文命, ? ~?, 재위: 기원전 2100년경 ~ 기원전 2000년경)는 고대 중국 하(夏)나라의 건국자이다. 아버지는 곤이며 곤의 아버지는 오제의 하나인 전욱이다. 따라서 우는 전욱의 손자이다. 또 전욱은 황제의 손자이므로 우는 황제의 고손자가 된다. 도산씨(塗山氏)의 딸에게 장가가 계라는 아들을 두었다. 우는 인덕을 가져 사람들에게 존경받는 인물이었다. 또 탁월한 정치 능력을 가지고 있었다. 그러나 그럼에도 불구하고 스스로를 자랑하지 않았다. 국내 이와 관련된 서적으로는 《中國 夏王朝에 대한 簡略한 理解》등이 있다.

## 우의 치수사업
요(堯)의 시대에 우는 치수(治水) 사업에 실패한 아버지의 뒤를 이어 순에게 천거되는 형태로 황하의 치수를 맡았다. 『열자』의 양주 제7에 따르면 이 때 일에 너무 몰두해서 아이도 기르지 않고, 가정도 돌보지 않았으며, 신체는 반신불수가 되었고 손발의 살갗이 텄다고 한다.
禹라는 문자는 본래 도마뱀이나 악어, 용의 모습을 그린 상형문자로, 우의 기원은 황하에 살던 물의 신이라고 보기도 한다.

## 하 왕조 창시
우는 즉위 후에 한동안 무기의 생산을 중단하고 궁전의 재증축을 재고하였으며 관문이나 시장에 걸려있는 여러 세금을 면제하였다. 그리고 지방에 도시를 만들고 번잡한 제도를 폐지해 행정을 간략화했다. 그 결과 중국 안에서는 물론 밖에서까지도 조공을 요구해 오게 되었다. 또한 우는 많은 하천을 정비하였고 주변의 토지를 경작해 초목을 키웠으며 중앙과 동서남북의 차이를 기(旗)로써 사람들에게 나타냈고 옛 방식도 답습해 전국을 나누고 구주를 두었다. 우는 검약 정책을 취해 스스로 솔선해 행동했다.
사마천(司馬遷)은 하왕조의 성을 사(姒)라고 기술 하였다, 이름은 문명(文命), 현재 중국의 사씨(姒氏), 하씨(夏氏), 증씨(曾氏), 우씨(禹氏), 신씨(莘氏), 등은 우(禹)의 후손이라고 전한다. 하(夏)가 망한 후 하(夏)씨가 생기고, 그리고 훗날 춘추전국시기 기(杞)나라 임금 간공(簡公)의 아우 타(佗)가 기나라가 초(楚)나라에 망하자 노(魯)로 망명하여 후작(侯爵)을 받았으므로 다시 하후(夏侯) 씨가 생기게 되었다. 참고로 삼국지의 영웅 조조(曹操)는 정사 삼국지 중 배송지의 주에 의하면 그 아버지 조숭의 본성이 하후씨라고 한다.

## 같이 보기
- 중국의 군주 목록
- 대홍수 신화
- 곤우치수
- 우보 (도교)